# Народно читалище „Просвещение – 1871“
Народното читалище „Просвещение – 1871“ е основаано от протойерей Поликарп Чуклев по идея, дадена от Васил Левски през месец октомври 1871 г. в село Стрелча.
Читалището е създадено под името „Зора“. На 24 април 1881 г. е преименувано на „Просвещение“. Поместено е в сграда, дарена от семейство Тошкови, до откриването на 27 септември 1964 г. на новопостроената за нуждите му сграда.
За читалищната дейност до началото на XX век няма почти никакви сведения. След това, благодарение на учителя Георги Грозев, в Стрелча започва популяризиране на културните изяви, което се осъществява чрез сказки, беседи и събрания. Започва и обогатяване на читалищната библиотека с актуални за времето книги, вестници и списания. От пловдивското издателство на Христо Г. Данов са дарени на библиотеката нови 120 тома, сформирана е и театрална трупа, която изнася множество представления.
Раздвижване на живота на читалището става в периода след 1935 г., когато председател става артистът от Народния театър в София Добри Дундаров. С професионализъм и талант столичният артист успява да привлече млади хора за самодейци, които по-късно се изявяват като добри артисти. През 1940 г. към читалището се формира нова по формите си дейност – „Туристическа спортна група“. През 40-те години на XX век е създаден литературен кръжок „Млад творец“. През 1941 г. читалищното настоятелството взема решение за закупуване на кино машина за прожектиране на филми, като средствата за нея са събрани по време на специална благотворителна акция.

## Самодейни състави и клубове
| Певческа група за автентичен и обработен фолклор и женски хор „Родолюбие“ |
| Певческа група за автентичен и обработен фолклор „Стрелица“               |
| Театрално музикално сдружение „Бащино огнище“                             |
| Певческа група „Роден край“                                               |
| Танцов състав „Усмивки“                                                   |
| Литературен кръжок „Богдан Овесянин“                                      |
| Инициатива „Тематичен уикенд“                                             |